# 吉本斯-查理夫方程
吉本斯-查理夫方程(Gibbons-Tsarev equation)是一个非线性偏微分方程：
{\displaystyle u_{t}u_{xt}-u_{x}u_{tt}+u_{xx}+1=0}

## 解析解
{\displaystyle u(x,t)=-(1/2)*x^{2}+_{C}1*x+_{C}2}
{\displaystyle u(x,t)=exp(_{c}[2]*x)*_{C}1/_{c}[2]+x/_{c}[2]+_{C}2+(1/2)*_{c}[2]*t^{2}+_{C}3*t+_{C}4}
{\displaystyle u(x,t)=-(1/2)*(_{C}3+_{C}1*x+_{C}2*t)^{2}/_{C}1^{2}+(_{C}3+_{C}1*x+_{C}2*t)*_{C}2+_{C}3}

## 行波图
|  |  |  |  |

|  |